# Pegandon (Karangdadap)
Pegandon is een bestuurslaag in het regentschap Pekalongan van de provincie Midden-Java, Indonesië. Pegandon telt 3349 inwoners (volkstelling 2010).